# استان اردو
استان اردو یکی از ۸۱ استان ترکیه است. مرکز این استان شهر اردو است.
این استان نیمی از فندق ترکیه را تولید می‌کند. 

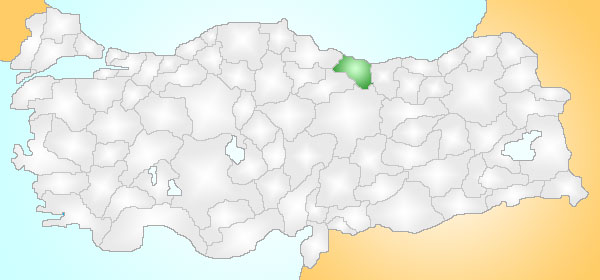
محل استان اردو در نقشه ترکیه.